# Sophie Stein
Sophia Frederika Wilhelmina Stein ('s-Gravenhage, 9 september 1892 - Gouda, 2 juni 1973) was een Nederlands cabaretière en actrice.
Zij stond voor het eerst op het toneel in Nederlands-Indië, waar ze in 1913 naartoe verhuisde. Zes jaar later keerde ze terug naar Nederland, waar ze verbonden was aan de toneelgezelschappen van Cor van der Lugt Melsert, Cor Ruys en Cees Laseur. In 1942 stapte ze van het klassieke toneel over naar het cabaret. Stein werkte met Martie Verdenius, Wim Sonneveld en Wim Kan.
In 1950 verzorgde zij de stem van de Toverfee van Assepoester in de gelijknamige film van Walt Disney. 
VARA-producer Wim Ibo haalde haar in 1952 naar de radio. Daar verwierf zij haar grootste roem als moeder Doorsnee in de serie In Holland staat een huis van Annie M.G. Schmidt en Cor Lemaire. Alhoewel ze geen geschoold zangeres was had ze groot succes met een aantal bekend geworden liedjes als Als moeder jarig is en Poëzie-album. Overigens speelde ze in het programma de echtgenote van haar oude werkgever Laseur. 
Daarna was Stein regelmatig te horen in het KRO-programma Kopstukken naast Godfried Bomans. Met minder succes had ze enige tijd een eigen cabaretgezelschap. In later jaren ging haar aandacht meer uit naar de antroposofie. In 1962 nam ze in alle stilte afscheid van het toneel. 

## Persoonlijk
- Stein is twee keer getrouwd geweest; beide huwelijken werden door echtscheiding ontbonden. Haar tweede echtgenoot was Adolf Rijkens.
- Haar kleinzoon, generaal Dick Berlijn, was van 2005 tot 2008  Commandant der Strijdkrachten van de Nederlandse krijgsmacht.